# Adrian Scott Stokes

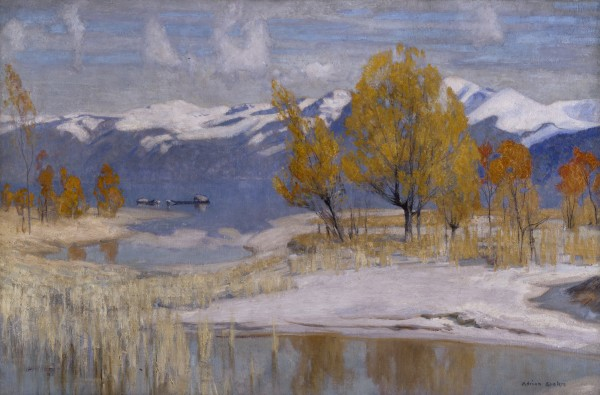
Adrian Scott Stokes: Lago Maggiore

Adrian Scott Stokes (* 23. Dezember 1854 in Southport, Lancashire; † 30. November 1935 in London) war ein britischer Landschaftsmaler und Mitglied der Royal Academy of Arts.
1884 heiratete er die österreichische Malerin Marianne Preindlsberger, die als Marianne Stokes bekannt wurde.